# Мон-кхмерські мови
Мон-кхмерські мови поширені на всій території Індокитаю: у В'єтнамі, Лаосі, Камбоджі, Таїланді, М'янмі, південному Китаї, східній Індії, півострівній Малайзії. Найвідомішими серед них є в'єтнамська і кхмерська мови.
Належать до числа австроазійських мов, утворюючи їх східну гілку. Існування мон-кхмерського підрозділу є дискусійним питанням. Іноді термін «мон-кхмерські мови» застосовується як синонім ширшого терміна «австроазійські мови».